# Osum
Osum (t. Osumi) – rzeka w południowej Albanii, w zlewisku Morza Adriatyckiego. Długość – 161 km, powierzchnia zlewni – 2073 km², średni przepływ – 32,5 m³/s.

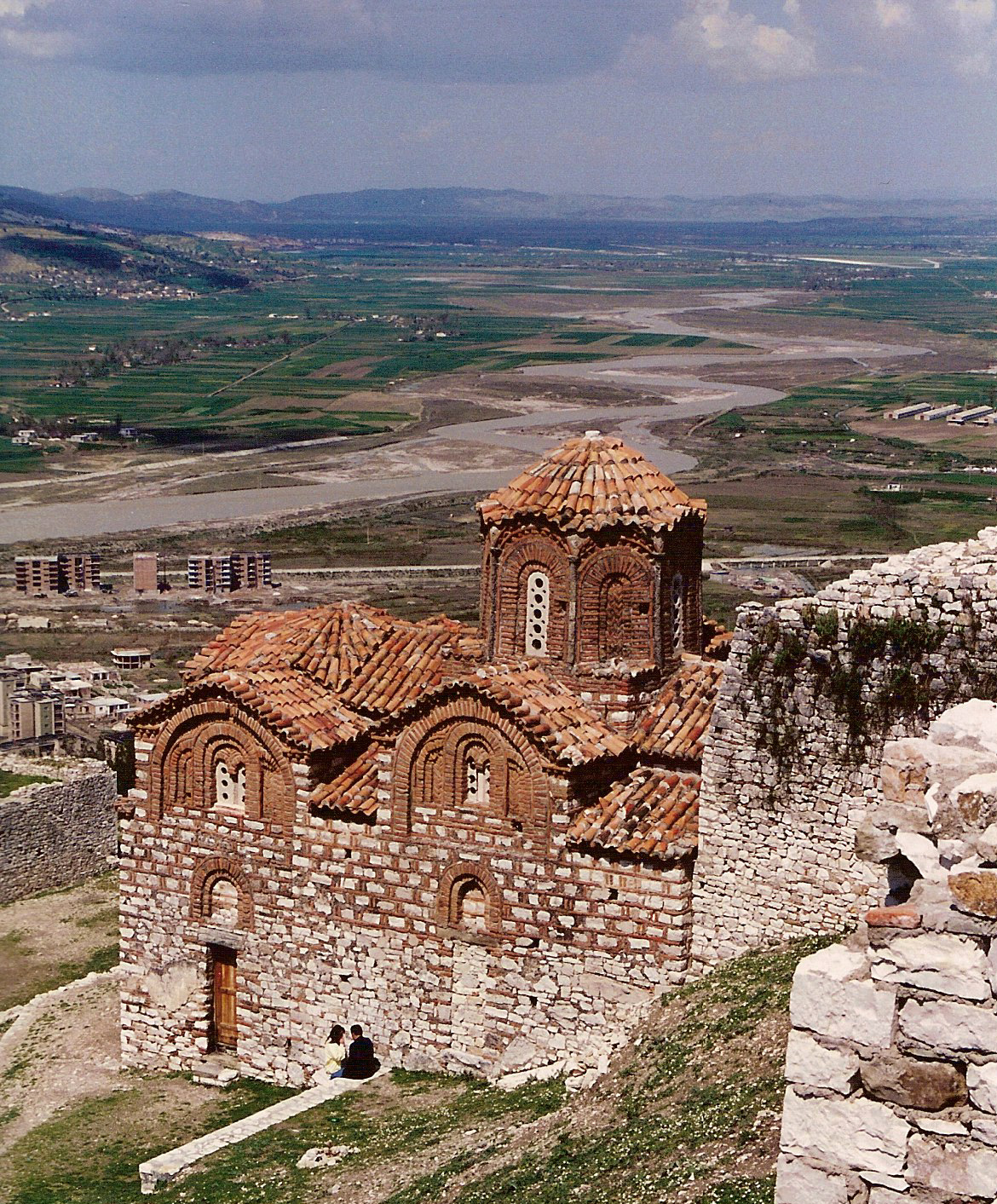
Dolina Osum na północ od Beratu

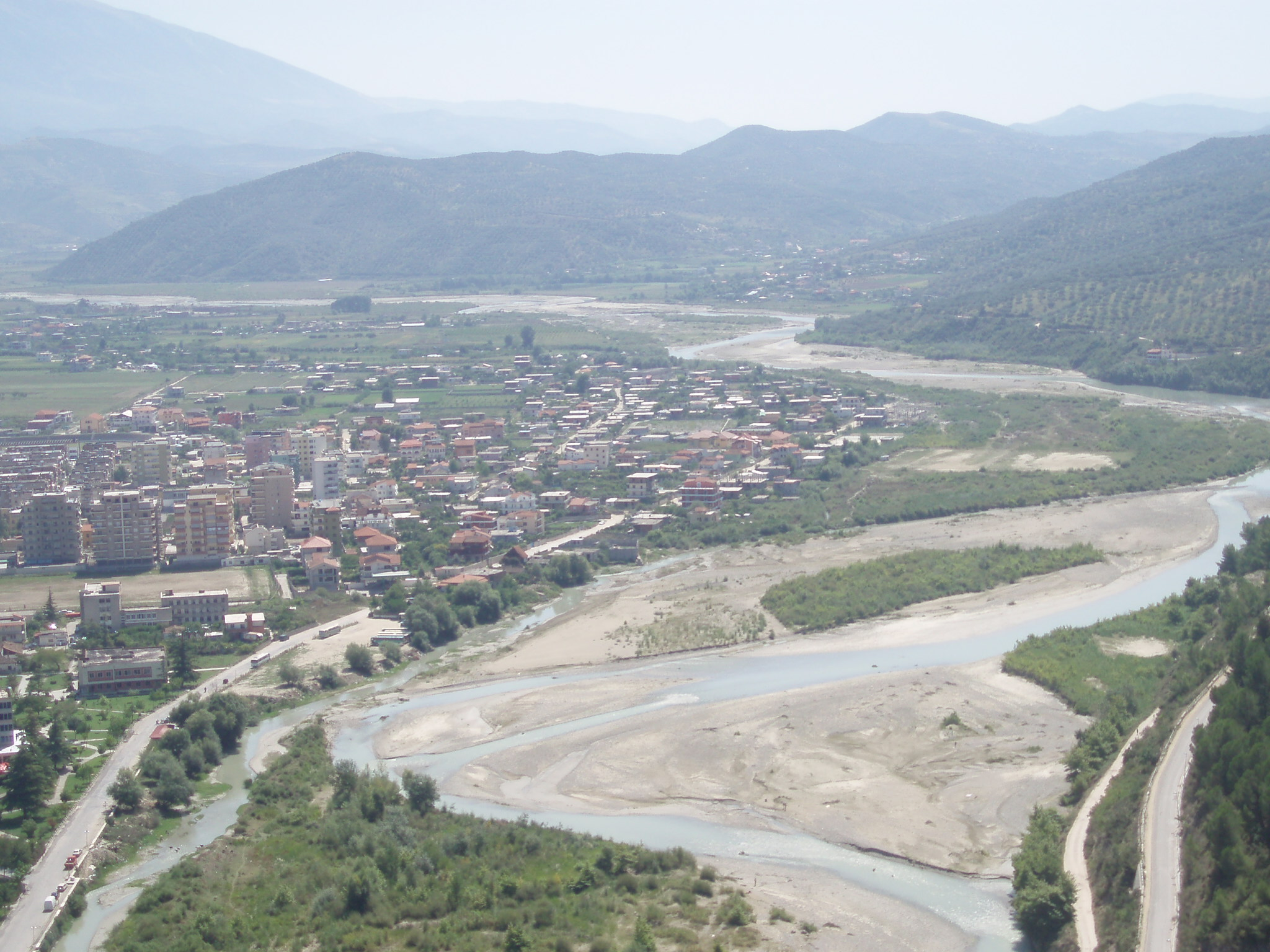
Osum koło Beratu – widok na południe

Osum powstaje koło wsi Vithkuq w górach albańskiej części Epiru z połączenia dwóch górskich potoków na wysokości 1420 m n.p.m. Początkowo płynie na północ, zatacza obszerną pętlę na wschód i ostatecznie kieruje się na zachód. Górny odcinek rzeki przebiega przez wyjątkowo niedostępne okolice, rzeka płynie w wąwozie o głębokości do 100 m. U stóp masywu Tomorr Osum skręca na północny zachód. Od miasta Çorovoda dolina rzeki stopniowo się poszerza. Osum przepływa przez Berat i kilka km na zachód od miasta Kuçova łączy się z rzeką Devoll, tworząc rzekę Seman.